# Kiewer Schiffsanleger
Der Kiewer Schiffsanleger oder auch Flusshafen Kiew (ukrainisch Київський річковий вокзал) ist ein in der ukrainischen Hauptstadt Kiew am rechten Ufer des Dnepr gelegener, denkmalgeschützter Hafenterminal am wichtigsten Flusshafen der Stadt.

## Beschreibung

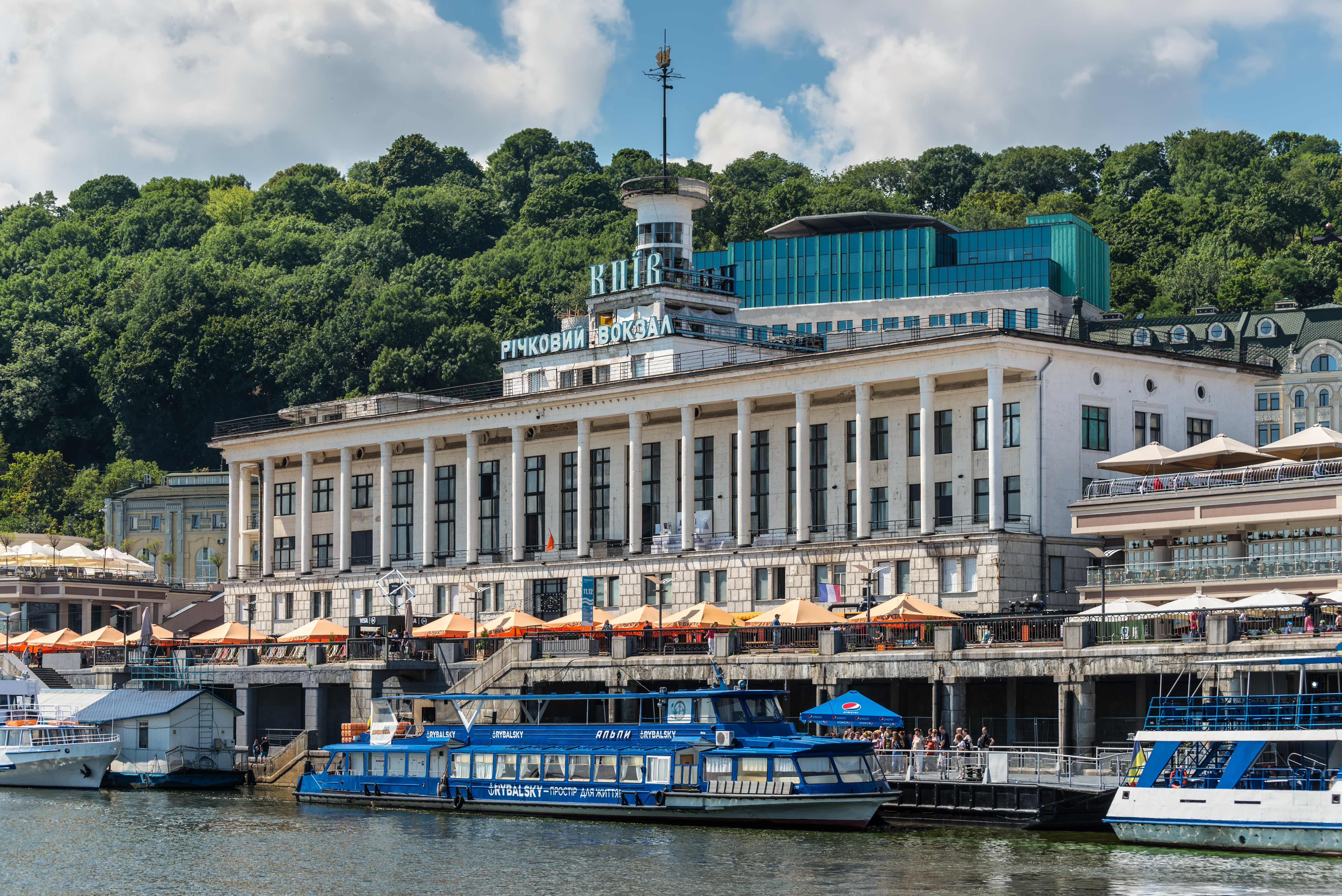
Schiffsanleger vom Fluss her gesehen

Der Kiewer Schiffsanleger befindet sich am Postplatz im historischen Stadtteil Podil und besitzt seit 2011 den Status eines Architekturdenkmals. Das Terminal hat zum Fluss hin vier, zum Postplatz hin zwei Geschosse. In den beiden unteren Stockwerken befinden sich die Kassenhalle, Schließfächer, Reinigungsservice und andere Einrichtungen, in den beiden oberen Stockwerken sind eine Postfiliale, ein Restaurant sowie ein Café untergebracht.
Am Kai legen vom Frühling bis zum Herbst sowohl Ausflugsschiffe wie die Rosa Victoria, als auch Kreuzfahrtschiffe wie die T. G. Shevchenko an.

## Geschichte
Ursprünglich wurde das zwischen 1957 und 1961 in Form eines Motorschiffs mit Türmchenmast errichtete Hafengebäude im Stil des Sozialistischen Klassizismus als symmetrisches, mit Kolonnade und Turmaufsatz versehenes Gebäude entworfen, jedoch wurde die Planung einhergehend mit der Tauwetter-Periode gestalterisch geändert und der Bau des Anlegers wurde glatter, heller und heiterer umgesetzt. An der Innenraumgestaltung waren die ukrainischen Künstler Ernest Kotkow (Ернест Іванович Котков), Walerij Lamach (Валерій Павлович Ламах) und Iwan Lytowtschenko (Іва́н Семе́нович Лито́вченко) beteiligt. Vor der Euro 2012 wurde das Bauwerk saniert und Einzelhandelsgeschäfte eingerichtet.